# Coleophora hippodromica
Coleophora hippodromica é uma espécie de mariposa do gênero Coleophora pertencente à família Coleophoridae.